# Louise Schack Elholm
Pour les articles homonymes, voir Schack.
Louise Schack Elholm, née le 26 octobre 1977 à Slagelse (Danemark), est une femme politique danoise, membre de Venstre.

## Biographie
Louise Schack Elholm est diplômée de l'université de Copenhague en 2006.
Elle est élue députée au Folketing lors des élections législatives de 2007, puis réélue en 2011,. Au cours de ses deux premiers mandats, elle est la porte-parole de son parti sur les questions de logement.
Elle remporte un troisième mandat lors des élections législatives de 2015, à l'issue desquelles elle devient vice-présidente du groupe Venstre au Folketing,.
Elle est de nouveau réélue en 2019 et en 2022,. Le 15 décembre 2022, elle est nommée ministre des Affaires ecclésiastiques, de la Ruralité et de la Coopération nordique au sein du gouvernement de coalition de Mette Frederiksen,. Le 23 novembre 2023, elle quitte le gouvernement après un remaniement concernant les ministres libéraux. Elle devient alors présidente de la commission parlementaire sur le commerce.